# آتسوهیمه
آتسوهیمه (انگلیسی: Atsuhime) نام یک مجموعه تلویزیونی تاریخی و چهل و هفتمین سری از فیلم‌های مجموعه تلویزیونی تایگا است. این مجموعه توسط ان‌اچ‌کی در سال ۲۰۰۸ میلادی ساخته شده است. در این مجموعه نقش تنشواین توسط آئویی میازاکی ایفا شده است.